# Caecilia occidentalis
Caecilia occidentalis es una especie de anfibios de la familia Caeciliidae.
Es endémica de Colombia.
Sus hábitats naturales incluyen montanos húmedos tropicales o subtropicales, plantaciones, jardines rurales, áreas urbanas y zonas previamente boscosas ahora muy degradadas.